# Kalenderovci Gornji
Kalenderovci Gornji (cyr. Календеровци Горњи) – wieś w Bośni i Hercegowinie, w Republice Serbskiej, w gminie Derventa. W 2013 roku liczyła 364 mieszkańców.